# Alonso Martínez
 (janvier 2022).
Alonso Martínez, né le 15 octobre 1998 à Puntarenas, est un footballeur international costaricien jouant au poste d'ailier au New York City FC en MLS.

## Biographie

### En club
En février 2021, il remporte la Ligue de la CONCACAF, en battant le Deportivo Saprissa en finale.
Le 18 août 2021, il s'engage pour cinq ans avec les Belges du Lommel SK, en provenance de la LD Alajuelense, mais il reste avec le club costaricien sous forme de prêt jusqu'à la fin de la saison. Il peine à s'imposer au sein de l'effectif de Lommel au cours de sa première saison avant de s'imposer en 2022-2023 avec huit buts et sept passes décisives en trente rencontres de championnat.
Le 4 août 2023, il est alors transféré au New York City FC, franchise de Major League Soccer, où il signe jusqu'en 2025,.

### En sélection
Le 3 juin 2021, il fait ses débuts avec l'équipe du Costa Rica lors de la phase finale de la Ligue des nations de la CONCACAF 2019-2020 contre le Mexique.
Le mois suivant, il dispute la Gold Cup 2021 organisée aux États-Unis. Il joue quatre matchs lors de ce tournoi, qui voit le Costa Rica s'incliner en quart de finale face au Canada.

## Palmarès
LD Alajuelense
- Champion du Costa Rica en 2020 (Apertura).
- Vainqueur de la Ligue de la CONCACAF en 2020.